# El mejor alcalde, el rey

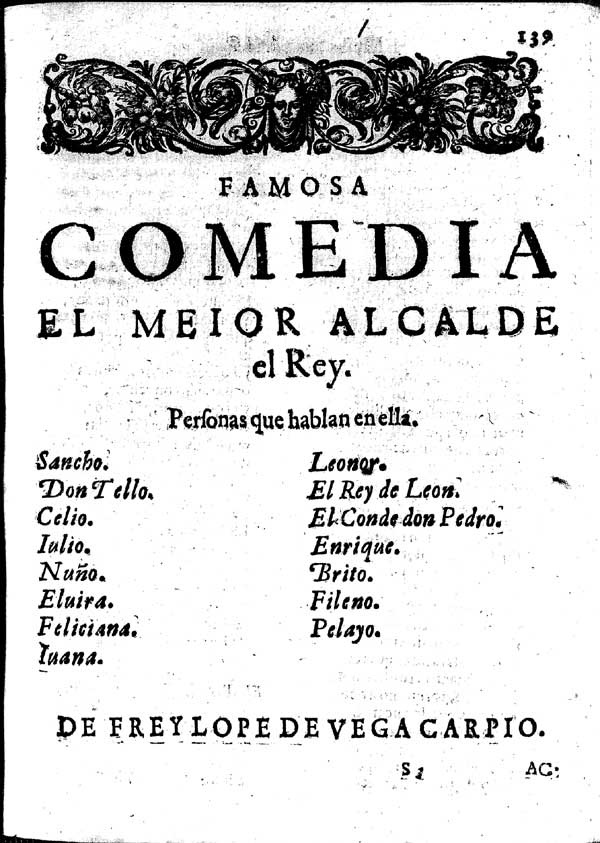
Comienzo de El mejor alcalde, el rey en la parte XXI de las comedias de Lope de Vega (Madrid, Viuda de Alonso Martín, 1635, fol. 139r.

El mejor alcalde, el rey es una obra de teatro de Félix Lope de Vega escrita entre 1620 y 1623, según la datación propuesta por Morley y Bruerton, y publicada en 1635 en la vigesimoprimera parte de las comedias de este autor.

## Trama
Se trata de un drama de villano honrado, de aquellos cuyo tema es la honra de un campesino (en esta ocasión no rico, pero hidalgo), que tiene que defenderse de los abusos de un noble aristócrata. El rey, finalmente, imparte justicia reponiendo la honra perdida por el labrador y castigando con la pena de muerte al noble, en este caso don Tello, que ha raptado y violado a la prometida del honrado villano Sancho. También podría catalogarse como drama histórico, pues la trama, como dice el propio texto del final de la obra, procede de una anécdota contada en la cuarta parte de la Crónica de España de Florián de Ocampo, que en tiempo de Lope se consideraba edición de la Estoria de España de Alfonso X el Sabio, aunque en realidad la relación con la anécdota que allí se contiene es muy débil y el drama reelabora más bien un motivo muy presente en la novelística italiana (Sercambi, Masuccio Salernitano, Matteo Bandello y Giovanbattista Giraldi Cinzio) y que Lope ya había usado precedentemente, por ejemplo en la comedia La quinta de Florencia.
La acción se sitúa en Galicia a comienzos del siglo XII, en el reinado de Alfonso VII de León el Emperador. Un campesino gallego, empobrecido aunque hidalgo, llamado Sancho de Roelas, anuncia a Tello de Neira, aristócrata y señor de esas tierras, su deseo de casarse con Elvira de Aibar, también de noble linaje aunque venido a menos, con quien está prometido. Don Tello se presta a ser el padrino, pero al ver a Elvira queda enamorado inmediatamente de su belleza y la secuestra con la intención de que Elvira acceda a tener relaciones sexuales con él. Ella se niega y Sancho viaja a León para pedir auxilio al rey Alfonso VII que, finalmente, se presenta de incógnito en el pazo de Tello y, tras revelar su identidad y saber que Tello ha forzado a Elvira, ordena que se casen para después ejecutar a don Tello, con lo que Elvira recuperará la honra y quedará dotada con la mitad de la hacienda del difunto gran señor.
La obra posee una equilibrada construcción y un lirismo enriquecido con metáforas de animales, fundamentalmente en boca del gracioso Pelayo. Los temas principales son que la monarquía es la fuente principal de honor y justicia del Estado y emana directamente de la divinidad, y que la honra está en las acciones virtuosas más que en el linaje.

## Sinopsis
Acto I
Escena I
Ver. 1-60.
Campo de Galicia. Sancho. Esta comedia comienza con unas extensas quintillas de Sancho en las que queda claramente reflejado el amor que siente por Elvira y cómo la desea con locura.
Escena II
Ver. 61-120.
Sancho, Elvira. Al encontrarse Elvira con Sancho este se declara y le pide matrimonio. Ella, algo avergonzada, acepta, siempre y cuando Nuño, su padre, les de permiso. Elvira se esconde al ver la llegada de su padre.
Escena III
Ver. 121-230.
Sancho, Nuño, Pelayo. Nuño está descontento con el trabajo de Pelayo. Este alega que acude disfrazado porque piensa que Elvira le desea, ya que un día le dijo "están gordos los puercos", y esto, según él, es un claro ejemplo de amor. Nuño se encuentra con Sancho y éste le pide a su hija en matrimonio. Nuño acepta, pero al ser una familia humilde, le recomienda que le pida permiso a Don Tello, señor de las tierras, pues es su amo y además y además podría pedirle algo para compensar la escasa dote de Elvira.
Escena IV
Ver. 231-302.
Sancho, Elvira. Sancho, burlándose de Elvira, le dice que su padre ya la ha prometido a un súbdito de Don Tello. La moza manifiesta su tristeza y decepción, lo cual es suficiente para que Sancho abandone la broma y admita que es él mismo ese súbdito. También la cuenta el consejo dado por su padre. Elvira espera impaciente la respuesta de Don Tello.
Escena V
Ver. 303-372.
Palacio de Don Tello. Don Tello, Celio, Feliciana, Julio. Vuelven de caza comentando el paisaje.
Feliciana celebra la vuelta de su hermano de la caza. Es muy asustadiza (ver. 329). Manifiesta las ganas que tiene de verlo casado de una vez.
Escena VI
Ver. 373-522.
Ídem., Sancho, Pelayo. Los dos labradores entran a palacio. Sancho, deshaciéndose en halagos y reverencias hacia sus señores, les explica su situación y les pide permiso para su casamiento. Don Tello le felicita, le ofrece veinte vacas y cien ovejas además de honrarle con su presencia en la boda y ofrecerse como padrino. Pelayo, al ver cómo Don Tello regala cabezas de ganado le dice: "os vengo a pedir carneros, por si después me faltan". Tal cara dura les parece graciosa a los señores.
Al irse los labradores, Celio dice conocer a Elvira y ser fiel partícipe de su inmensa belleza.
Escena VII
Ver. 523-582.
Nuño, Sancho. Nuño, al escuchar las buenas nuevas que Sancho le trae, celebra la noticia. Ambos hablan de la generosidad de Don Tello.
Escena VIII
Ver. 583-619.
Ídem., Don Tello, Juana, Leonor, Pelayo. Momentos antes de la ceremonia, Don Tello busca a su hermana, la cual se encuentra con la novia. Así pues, el señor se entretiene en conocer a los presentes, dedicando una especial atención a las mozas.
Escena IX
Ver. 620-704.
Ídem., Feliciana, Elvira. Con la llegada de la novia, todos se preparan para la ceremonia. Don Tello se queda estupefacto ante la belleza de Elvira, tanto que prohíbe la entrada del cura (impidiendo así el casamiento) con la excusa de que la boda se celebre al día siguiente con más solemnidad. Sancho no quiere esperar más, pero obedece de forma resignada las órdenes de su señor.
Escena X
Ver. 705-725.
Sancho, Elvira. Sancho y Elvira no entienden porqué Don Tello ha prohibido la entrada del cura ni porqué ha aplazado la boda. Aun así, ellos se consideran ya marido y mujer, y quedan en verse esa misma noche.
Escena XI
Ver. 726-765.
Don Tello, Celio, Criados. Don Tello planea secuestrar a Elvira ya que, según él, "era infamia de mis celos dejar gozar a un villano la hermosura que deseo. Después que della me canse, podrá ese necio rústico casarse" (ver. 741).
Escena XII
Acotación escenográfica. Elvira, Don Tello, Criados, DENTRO: Nuño. Los secuestradores llaman a la puerta y Elvira acude confiada creyendo que se trata de Sancho. La moza es raptada, pero pide socorro y su padre se percata de los gritos, mas no reacciona a tiempo.
Escena XIII
Ver. 766-878.
Sancho, Pelayo, Nuño. Sancho y Pelayo acuden a la casa de Nuño. Este les informa de lo sucedido, añadiendo que no ha podido reconocer a los hombres porque llevaban máscaras. Sancho deduce que han sido los hombres de Tello, de ahí que aplazara la boda. Sancho está resuelto a pedirle explicaciones a su señor. Nuño lo calma y le convence para ir en la mañana siguiente, pues confía en la entereza de su hija.
Acto II
Escena I
Ver. 879-958.
Don Tello, Elvira. Don Tello intenta convencer a Elvira de su amor hacia ella, la cual alega que ya tiene esposo y que lo que siente Tello no es amor, sino deseo. Ella se mantendrá casta.
Escena II
Ver. 959-1006.
Ídem., Feliciana. Feliciana aconseja a su hermano que no se impaciente, pues las cosas del amor no se consiguen en un día.
Llaman a la puerta. Son Nuño y Sancho; Tello manda esconder a Elvira.
Escena III
Ver. 1007-1138.
Ídem., Sancho, Nuño. Sancho, en octavas reales, cuenta a su señor el rapto de Elvira. Con mucho cuidado, delicadeza y palabrería dice haber oído a unos aldeanos acusar a Don Tello de dicho secuestro y retenerla en su casa. Evidentemente, este lo niega diciendo: "yo no sé dónde está, por que, a sabello, os la diera, por vida de Don Tello". Y en ese momento Elvira sale de su escondite. Destapado el engaño, el señor llama a sus hombres para echar a palos a Nuño y Sancho. Feliciana le pide calma a su hermano, pero él, lejos de seguir su consejo, y fuera de sí, manifiesta que forzará a Elvira o la matará.
Escena IV
Ver. 1138-1246.
Sancho, Nuño, Pelayo. Sancho está exaltado por lo ocurrido. Nuño le aconseja apelar a la bondad del rey. En esto llega Pelayo y pide albricias por notificar que Elvira está en casa de Don Tello y que este no la piensa soltar. Nuño consigue convencer a Sancho para que vaya a pedir ayuda al rey. Pelayo lo acompañará.
Escena V
Ver. 1247-1306.
Tello, Feliciana. Tello sigue obstinado en conquistar a Elvira, pero esta se cierra en banda, cosa que ve normal Feliciana, pues su hermano la tiene encerrada en una torre y la trata con desdén. Feliciana tranquiliza a Tello diciendo que intercederá por él ante Elvira.
Escena VI
Ver. 1307-1324.
Rey, Conde, Don Enrique. El rey pregunta si le queda algún súbdito por despachar o hablar con él antes de preparar su partida hacia Toledo. Don Enrique contesta que hay un labrador en la puerta. El rey pide verlo, y el conde alaba su clemencia.
Escena VII
Ver. 1325-1492.
Ídem., Sancho, Pelayo. Sancho se arrodilla ante el rey, le besa la mano, y claramente emocionado le cuenta todo lo sucedido con Don Tello y en la situación en que se encuentra ahora. Pídele ayuda y Fernando, conmovido, solicita accesorios para escribir. Mientras, Pelayo hablando de la divinidad de los reyes, acaba deformando los nombres propios de antiguos reyes y esto le da a la escena un carácter cómico. El rey termina de escribir una carta ordenando a Don Tello liberar a Elvira. A Pelayo le pregunta si desea algo y sólo se le ocurre preguntar por la cocina. El rey, sorprendido de tal gracioso personaje, le regala una bolsa con doblones.
Escena VIII
Ver. 1493-1528.
Celio, Tello. Celio se ha enterado de la visita de Sancho y se lo cuenta a su señor. Tello no comprende porqué ha hecho esto, pues no es su mujer. Además, tampoco comprende cómo el rey de Castilla recibe a un vulgar campesino gallego. Celio le explica que: "Como Alfonso se ha criado en Galicia con el conde Don Pedro de Andrada y Castro, no le negará la puerta, por más que se hombre bajo a ningún gallego.
Escena IX
Ver. 1529-1618.
Ídem., Sancho, Pelayo. Entran Sancho y Pelayo. Cuando Tello recibe la carta del rey y la lee, se encoleriza alegando que ni Elvira es esposa de Sancho ni le debe nada al rey. Sancho se sorprende: "que éste no obedezca al Rey por tener cuatro vasallos". Deciden volver a Castilla a contarle al rey lo sucedido.
Acto III
Escena I
Ver. 1619-1624.
Rey, Conde, Don Enrique. En esta conversación entre el rey y Don Enrique, Lope de Vega hace alusión al conflicto entre Alfonso VII y su madre, doña Urraca, la cual se opuso a su coronación.
Escena II
Ver.1625-1676.
Ídem., Pelayo, Sancho. Sancho y Pelayo entran en palacio. El triste labrador pide perdón por molestar otra vez a su majestad. "Hablé con un cura, un abad, un santo, todos intercedieron por él, pero Don Tello a ninguno escuchó". Sancho no tiene más remedio que explicarle cómo Don Tello ignoró la carta del Rey. Ante semejante falta de respeto, el rey se dispone a viaja a Galicia, haciéndose pasar por un hidalgo castellano, para castigar en persona al insubordinado. Así además acabará con los rumores que dicen que está enfermo. Ruega a Pelayo y Sancho que no desvelen su identidad. Sancho se ve indigno de tal cosa y le solicita que mande algún alcalde a Galicia, a lo que el monarca la responde: "El mejor alcalde, el Rey".
Escena III
Ver. 1727-1796.
Nuño, Celio. Celio le comunica al padre de Elvira que el señor le ha dado permiso para verla. También le asegura que su hija permanece virgen.
Escena IV
Ver. 1797-1856.
Elvira, Nuño. Nuño, preocupado por el honor de su hija, es tranquilizado por ésta, pues daría la vida por defenderlo. Elvira pregunta por su esposo y su padre le pone al corriente del viaje de Sancho para solicitar audiencia al rey. Elvira se mete dentro con la llegada de Don Tello, el cual sale.
Escena V
Ver. 1857-1896.
Tello, Nuño. Nuño finge estar desahogando su tristeza con las piedras y una vez más apela a la clemencia de su señor. Tello no concede ni un ápice de clemencia y manifiesta de forma clara que por ser el señor de esas tierras le deben obedecer.
Escena VI
Ver. 1897-1926.
Tello, Celio. Tello ordena a Celio que lleve a la labradora al lugar acordado. Celio intenta hacerle entrar en razón y persuadirlo de forzarla. Tello ya está cansado de esperar y se ha obsesionado con poseer a Elvira.
Escena VII
Ver. 1927-1947.
Sancho, Pelayo, Juana. Los campesinos, a la vuelta de su viaje, son informados por Juana de que Don Nuño había estado hablando con Elvira por una ventana
Escena VIII
Ver. 1947-2025.
Ídem., Nuño, Brito. Cuando Nuño llega, Sancho le comenta que traen a un pesquisidor. Pelayo, en varias ocasiones, está a punto de revelar su verdadera identidad, pero es detenido siempre por Sancho.
Sancho solo le pide a su suegro que prepare alojamiento para un hombre muy honrado.
Con la marcha de Sancho hacia la torre para ver dónde estaba asomada su esposa, Juana y Nuña preguntan a Sancho por la identidad del caballero. Sancho se pone muy nervioso y da descripciones contradictorias para no descubrirle.
Brito aparece en escena avisando de la llegada de tres caballeros.
Escena IX
Ver. 2026-2066.
Rey, Sancho, Nuño, Pelayo. El rey saluda a los campesinos y recomienda que no se informe a Don Tello de la llegada del Pesquisidor. A Nuño le parecen pocos tres hombres (rey y caballeros), pero "el pesquisidor" dice que lleva la vara de rey. Este hace llamar a los demás campesinos.
Escena X
Ver. 2067-2121.
Ídem., Brito, Filerio, Juana, Leonor. El rey pregunta a los campesinos por los sucesos ocurridos el día del casamiento de Elvira y el secuestro de ésta. Al ver que todo lo contado por Sancho es cierto, ordena traer en secreto un verdugo y un clérigo.
Escena XI
Ver. 2022-2052.
Nuño, Sancho, Juana, Pelayo. Nuño ordena y prepara una buena comida para "el pesquisidor". Cuando su yerno le dice que éste comerá solo, Nuño piensa que los tres caballeros son escribanos y alguaciles.
Escena XII
Ver. 2053-2190.
Elvira, Feliciana, Tello, Celio. Elvira huye de Tello pidiendo socorro. Feliciana le detiene pidiendo que tenga respeto, pero Tello pide que la villana le respete a él por ser su señor.
Celio avisa a Feliciana de haber visto a Nuño con "huéspedes de valor". Feliciana, que desconfía del ingenio de Sancho, sale a buscar a su hermano para informarle de la situación.
Desenlace.
Escena XIII
Ver. 2191-2242.
Celio, Rey, Sancho, Don Enrique, Conde. Sancho, el Rey y sus caballeros entran en el palacio de Tello. Al ver a Celio, Alfonso solicita ser anunciado ante su amo. Llegan también Nuño y los villanos al palacio y pasan.
Escena XIV
Ver. 2243-2280.
Ídem., Feliciana, Tello. Feliciana sale deteniendo a su hermano, pues este aparece con un tono soberbio ante los caballeros de Castilla. Tello manifiesta claramente que sólo se rebajará ante el rey, ocasión que aprovecha Alfonso para descubrir su identidad.
Tello pide perdón, los villanos quedan estupefactos y el rey exige que Elvira sea devuelta.
Escena XV
Ver. 2281-2410.
Ídem., Elvira. Con la liberación de Elvira se da a conocer todo lo ocurrido desde el frustrado casamiento hasta ahora. Don Tello la ha llevado al bosque y allí la ha violado. El rey lamenta llegar tarde, y como pago de esa ofensa manda: "Da, Tello, a Elvira la mano para que pagues la ofensa con ser su esposo; y después que te corten la cabeza, podrá casarse con Sancho, con la mitad de tu hacienda en dote. Y vos Feliciana sereis dama de la Reina, en tanto que os das marido conforme a vuestra nobleza"

## Ediciones
- «El mejor alcalde, el rey», Veinte y una parte verdadera de las comedias del Fénix de España frei Lope Félix de Vega Carpio..., Madrid, Viuda de Alonso Martín, 1635, fols. 139r-157v. Reproducción digital facsímil: Madrid, Biblioteca Virtual Miguel de Cervantes, 2002. Localización: Biblioteca Nacional de España, R-13872.
- Frank P. Casa y Berislav Primorac (ed. lit.), El mejor alcalde, el rey, Madrid, Cátedra, 1993. ISBN 978-84-376-1176-1
- Teresa Ferrer (ed. lit.), El mejor alcalde, el rey, Alicante, Biblioteca Virtual Miguel de Cervantes, 2002; Versión en Artelope.